# Ricardinho (futsalista)
Ricardinho, właśc. Ricardo Filipe da Silva Braga (ur. 3 września 1985 w Porto) – portugalski futsalista, zawodnik z pola, gracz Inter Movistar i reprezentacji Portugalii. 

## Sukcesy

### Klubowe

#### SL Benfica
- UEFA Futsal Cup: 2009/2010
- Mistrz Portugalii (4): 2004/2005, 2006/2007, 2008/2009, 2011/2012
- Puchar Portugalii (4): 2005, 2007, 2009, 2012
- Superpuchar Portugalii (3): 2006, 2007, 2009

#### Nagoya Oceans
- Mistrz Japonii (2): 2010/2011, 2012/2013

#### Inter Movistar
- Mistrz Hiszpanii:  2013/14, 2014/15, 2015/16, 2016/17, 2017/18, 2019/20
- Puchar Hiszpanii:  2014, 2016, 2017
- Copa del Rey: 2014/15
- Superpuchar Hiszpanii: 2015, 2017, 2018
- UEFA Futsal Cup: 2016/17, 2017/18

#### ACCS Asnières Villeneuve 92
- Mistrz Francji: 2020/21

#### Riga Futsal Club
- Mistrz Łotwy: 2023/24

### Reprezentacyjne
- Mistrzostwo świata: 2021
- Mistrzostwo Europy: 2018

### Indywidualne
- Futsal Awards (zawodnik roku): 2010, 2014, 2015, 2016, 2017, 2018
- MVP Mistrzostw Europy: 2007, 2018
- Król strzelców Mistrzostw Europy:2016, 2018
- MVP Mistrzostw Świata :2021
- Król strzelców Mistrzostw Świata  2016
- Brązowa piłka Mistrzostw Świata: 2012
- MVP F-League (liga japońska): 2010/2011